# Valerij Rubintjik
Valerij Rubintjik (russisk: Вале́рий Дави́дович Руби́нчик) (født 17. april 1940 i Minsk i Sovjetunionen, død 2. marts 2011 i Moskva i Rusland) var en sovjetisk filminstruktør og manuskriptforfatter.

## Filmografi
- Neljubov (Нелюбовь, 1991)[2][3]